# 2018년 동계 올림픽 안도라 선수단
2018년 동계 올림픽 안도라 선수단은 대한민국 평창에서 개최되는 2018년 동계 올림픽에 참가하는 올림픽 안도라 선수단이다.

## 메달 집계

### 종목별 메달 집계
| 종목 | 1 | 2 | 3 | 합계 |
| 합계 |   |   |   |      |

### 크로스컨트리 스키
| 선수 | 세부 종목 | 결선 | 결선 | 결선 |
| 선수 | 세부 종목 | 시간 | 차이 | 순위 |
|      |           |      |      |      |